# Saint-Julien-la-Genête
 Saint-Julien-la-Genête  là một xã thuộc tỉnh Creuse trong vùng Nouvelle-Aquitaine miền trung nước Pháp. Xã này nằm ở khu vực có độ cao trung bình 470 mét trên mực nước biển.